# 피카레스크 소설

피카레스크 소설(프랑스어: picaresque, 스페인어: picaresca, 스페인어로 "악당"을 뜻하는 단어인 pícaro에서 유래, 영어로는 rogue, rascal)은 16세기에서 17세기 초반까지 스페인에서 유행한 문학 양식의 하나로, 악한소설이나 건달소설이라고도 한다. 피카로(피카레스크 소설에서 악한 역할을 하는 사람)에서 유래되었다.《라사리요 데 토르메스의 생애》가 이 방면의 첫 소설로 볼 수 있으나 주인공을 피카로라고 부르지 않았다. 유럽 여러나라로 퍼져 큰 독자층을 이루기도 하였다. 주인공은 악한(악독한 짓을 하는 사람, 피카로)이며 가난하게 태어난 후 의지할 곳도 사람도 없어 사회나 가정을 떠나 여행하면서 전개된다. 주인공을 중심으로 많은 사건이 연속되어 이루어지며 대부분 마지막엔 주인공의 뉘우침과 혼인으로 끝이 난다.
피카레스크 소설은 대체로 1인칭 서술자 시점으로 주인공이 고백을 하는 형식으로, 독자와의 친밀감이 생겨 실감나게 읽을 수 있게 한다. 여행을 하면서 사회의 부조리나 부패를 보게되어 사회를 비판하는 효과도 있다. 주인공은 이런 여행을 통해 정신적으로 성장을 하게 되어 뉘우치게 된다. 피카레스크 소설은 대개 '사랑'을 주제로 하기보다는 '현실'에 초점을 둔다. 피카레스크 소설은 플롯이 독립적이지만, 전체적으로는 긴밀한 관계를 가지고 있다.
이 피카레스크 소설에서 유래, 독립된 여러 개의 이야기를 모아 어떤 계통을 세운 소설의 유형을 가리키는 형식을 피카레스크 구성이라 한다. 현대엔 이런 구성 방식을 가진 소설들을 피카레스크 소설이라 부르는 편이다. 여기에 속하는 대표적인 작품으로는, 허클베리 핀의 모험, 원미동 사람들, 호밀밭의 파수꾼, 천변풍경 등이 있다.

## 같이 보기
- 모험 소설